# Hospitalkapelle St. Jakobus (Oberlahnstein)
Die Hospitalkapelle St. Jakobus ist ein gotischer Kirchenbau aus dem 14. Jahrhundert in Lahnstein (Rheinland-Pfalz) und gehörte zu dessen  mittelalterlichen Armenhospital. Bereits seit 1977 bemühte sich die Stadtverwaltung um eine umfassende Restaurierung. Diese Bemühungen erhielten durch den am 30. November 1981 gegründeten Förderkreis Hospitalkapelle St. Jakobus Lahnstein e.V. weiteren Nachdruck. Nach dreijährigen Arbeiten einschließlich archäologischer Grabungen wurde die Kapelle am 4. Dezember 1984 der Öffentlichkeit übergeben. Heute wird die Kapelle vorwiegend für kulturelle Veranstaltungen oder auch Hochzeiten genutzt. Jährlich am 25. Juli wird ein festlicher Gottesdienst zu Ehren des Patrons, des Apostels Jakobus gefeiert.

## Geschichte
Die Geschichte der Lahnsteiner Jakobuskapelle ist eng verbunden mit dem städtischen Armenhospital.  Bis zu einem päpstlichen Dekret von Papst Clemens V. im Jahr 1312 war es ausschließlich der Kirche gestattet, Hospitäler zu führen. Vermutlich wurde zeitnah zu dem Dekret das Hospital in Oberlahnstein gegründet, noch bevor Oberlahnstein 1324 die Stadtrechte verliehen bekam. Neben der Bereitstellung von Speisen, Unterkunft und Bekleidung für die Armen der Gemeinde sowie der Versorgung von Pflegebedürftigen und Kranken war die Beherbergung von durchreisenden Pilgern eine wesentliche Aufgabe. Durch den Erwerb von Pfründen sicherten sich gut betuchte Bürger einen Pflegeplatz im Alter. Gleichzeitig erhöhte sich das Vermögen des Hospitals, sodass der Betrieb und der Ausbau finanziell möglich war.
Erstmals fand das Hospital Erwähnung in einer Urkunde vom 24. November 1330  über den Verkauf eines Weingartens in Kaub durch den „provisor hospitalis pauperum in Laynstein“ (Hospitalsverwalter), den Priester Nikolaus. Zu der Zeit bestand bereits eine kleinere Vorgängerkapelle, denn in einem heute noch existierenden Ablassbrief von 1332 gewährten  Papst Johannes XXII. sowie weitere Bischöfe Besuchern der Hospitalkapelle sowie auch der Ulrichkapelle der Burg Lahneck und der St. Martin-Kirche einen Ablass von 40 Tagen. Eine Kopie des Ablassbriefes ist in der Ulrichkapelle zu sehen, das Original befindet sich im Stadtarchiv von Lahnstein.
Ausgrabungen im Rahmen der Restaurierungsarbeiten (29. Januar bis 26. Februar 1982) bestätigten diese Vermutungen. Dabei wurde in der Mitte der alten Kapelle das Grab eines Jakobspilgers entdeckt. Bei diesem Grab handelt es sich um das vierte in Deutschland gefundene Grab eines Jakobspilgers. Zunächst gab es eine räumliche Trennung von Hospital und Vorgängerkapelle, sodass es den Kranken nicht möglich war, an den Gottesdiensten teilzunehmen. Es wurde zunächst ein neues Hospitalgebäude unmittelbar an die alte Kapelle angebaut. Schon bald sollte eine größere Kapelle errichtet werden, jedoch stand kein geeigneter Bauplatz zur Verfügung. So entschloss man sich Mitte des 14. Jahrhunderts zunächst einen neuen Chor zu bauen und diesen mit der alten Kapelle zu verbinden. So befand sich in der heute linken Hälfte des Kirchenschiffes noch ein Teil des Hospitals. Später wurde dieses um rund vier Meter nach Norden versetzt und eine mächtige Mauer mitten in das Hospital eingezogen, die zum einen die Südwand des Hospitals als auch gleichzeitig die Nordwand der Kapelle darstellte. Mit den abgebrochenen Resten von altem Hospital und alter Kapelle konnte mit dem Bau des Westgiebels und der Südwand sowie dem Aufbringen eines Daches die neue Hospitalkapelle vollendet werden.
Die für den Betrieb des Hospitals zuständige Elendenbruderschaft wurde am 1. Mai 1480 durch den Trierer Erzbischof und Kurfürsten Johann II. von Baden bestätigt und gleichzeitig ein Ablass von 40 Tagen gewährt. Mehrere Urkunden aus der Zeit um 1561 belegen, dass die Gefälle, mit denen der Jakobusaltar in der Hospitalkapelle ausgestattet war, mehrfach neu vergeben wurden (1689 wurde die Kapelle erstmals als Jakobuskapelle bezeichnet). Im 16. Jahrhundert endete die Blütezeit der Pilgerschaft nach Santiago de Compostela und das Hospital beherbergte immer weniger Fremde.
Vermutlich 1668 wurde der Dachreiter entfernt, zumindest ist nachgewiesen, dass die Kapellenglocke in das Rathaus überführt wurde. Rund einhundert Jahre später begann der Niedergang des Hospitals und der Kapelle. Ab 1778 wurden keine Durchreisenden mehr aufgenommen. Bis 1788 wurde noch täglich eine Messe in der Kapelle zelebriert, doch zwei Jahre später wurde sie von Mainzer Husaren als Pferdestall genutzt. 1802 wurden die vernachlässigten Gebäude veräußert und blieben bis zum Erwerb durch die Stadt Lahnstein im Oktober 1981 in Privatbesitz. Mit dem Verkauf kam man der Säkularisation durch Napoleon und damit der Vereinnahmung der Besitztümer durch den Staat zuvor.  Die neuen Eigentümer erneuerten zunächst das Dach (allerdings mit einem gemäßigteren Neigungswinkel als bisher), zogen zwei Zwischendecken ein und installierten eine Jauchegrube. Fortan diente die Kapelle als Lagerraum und Pferdestall, die Futtertröge sind noch heute sichtbar. Im Laufe der Zeit erfuhr sie noch weitere skurrile Nutzungen: Kaffeerösterei, Scheune, Waschküche, Autogarage, Schreinerei, Fotolabor und Gemüseladen.
Die letzten Reste des Hospitals wurden um 1950 abgerissen. Erst 1977 trat die Stadt Lahnstein auf Initiative des Stadtratsmitgliedes Johannes Knauf in Verhandlungen mit den Eigentümern über einen Ankauf, die aber erst 1981 abgeschlossen werden konnten. Der Kaufpreis betrug 100.000 DM. Noch im gleichen Jahr begannen die Restaurierungsarbeiten, die schließlich drei Jahre später abgeschlossen werden konnten.

## Ausstattung

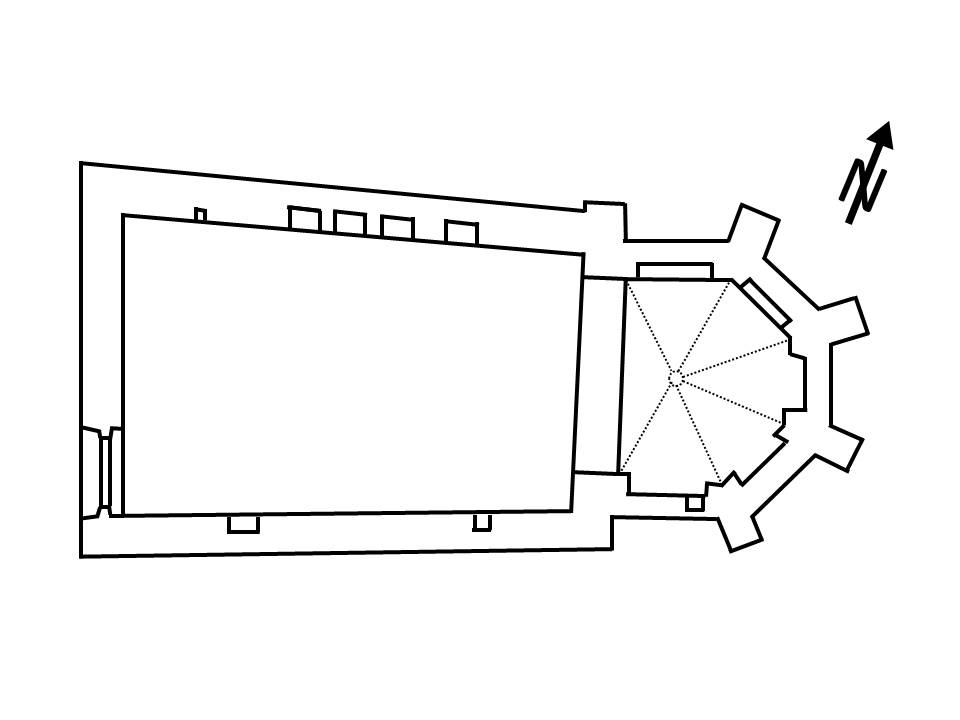
Grundriss der Hospitalkapelle

### Chor
- Vor der mittleren Bogennische steht die lebensgroße Statue des Apostels Jakobus d. Ä. aus Verona-Marmor in römischer Tracht mit Wanderstab und Schriftrolle, geschaffen vom Kölner Bildhauer Johannes Hillebrand.
- Im Sockel der Statue befindet sich hinter Glas die bei den archäologischen Grabungen im Pilgergrab gefundene Jakobsmuschel.
- In den benachbarten Nischen wurden zwei Hochreliefs aus Lindenholz angebracht, die ursprünglich vom 1954 aus der Pfarrkirche St. Martin entfernten Sakramentsaltar stammen. Die vom Lahnsteiner Bildhauer und Kunstschnitzer Caspar Weis (1849–1930) gefertigten Bilder zeigen links die Hochzeit von Kanaa und rechts das letzte Abendmahl.
- Links befindet sich ein Tabernakeleinsatz, nach Entwürfen von Caspar Weis angefertigt.
- Zentral im Chor, unter einer Grabplatte mit der Inschrift "Grab eines unbekannten Jakobuspilgers", fanden die bei den Ausgrabungen entdeckten Gebeine des Pilgers eine neue Ruhestätte.
- Wandmalerei mit der Darstellung der heiligen Katharina, der Mutter Gottes und einer Kreuzigungsgruppe an der südlichen Chorwand, darunter in einer Nische der heilige Antonius sowie ein unbekannter Heiliger. An der nördlichen Chorwand ist eine weitere Darstellung erkennbar, die vermutlich den Kirchenpatron Jakobus darstellt.

### Triumphbogen
- An der rechten Flankenwand ist eine überlebensgroße Christophorus-Darstellung mit Jesus auf der Schulter zu sehen (14. Jahrhundert).

### Nordwand
- Barockes Altarbild mit der Darstellung der heiligen Dreifaltigkeit (um 1710) mit zwei großen geschnitzten Engeln, die ursprünglich vom Hochaltar der Abtei Rommersdorf bei Neuwied stammten und nach deren Auflösung durch die Säkularisation 1806 in den Bestand der Lahnsteiner Pfarrkirche St. Martin übergingen.

### Südwand
- Kirchliche Fahnen und Banner aus dem 19. Jahrhundert (u. a. Barbarabruderschaft Oberlahnstein).
- Neugotischer Tabernakel (Beginn 20. Jahrhundert) aus einem zerstörten Altar von Caspar Weis in einer mittelalterlichen Lichtnische,
- darüber ist die Kopie einer gotischen Christus-Büste platziert.

### Portal
- Über dem Portal ist ein Tympanon aus Tuffstein (1983) angebracht, das aus der Werkstatt des Bildhauers Hans Gerhard Biermann entstammt. Der Apostel Jakobus bestimmt die Szene, er ist in Pilgertracht gekleidet. Ein Boot mit drei Pilgern steht symbolisch für die im mittelalterlichen Lahnstein notwendige Rheinquerung auf dem Weg nach Santiago de Compostela, dessen Kathedrale ebenfalls nicht fehlen darf.
- Die Türflügel sind kupferbeschlagen und mit einem Türgriff in Muschelform versehen. Links befindet sich ein rundes Fenster, dessen bronzenes Gitter einen Blick in die Kapelle gestattet. Das Gitter selbst ist mit Hut, Kalebasse und Tasche verziert.

### Fußboden
- Der Fußboden im Kirchenschiff ist mit Fliesen aus der Werkstatt des Bad Emser Keramikspezialisten Ebinger belegt, die nach ausgegrabenen Fundstücken rekonstruiert wurden.

## Galerie

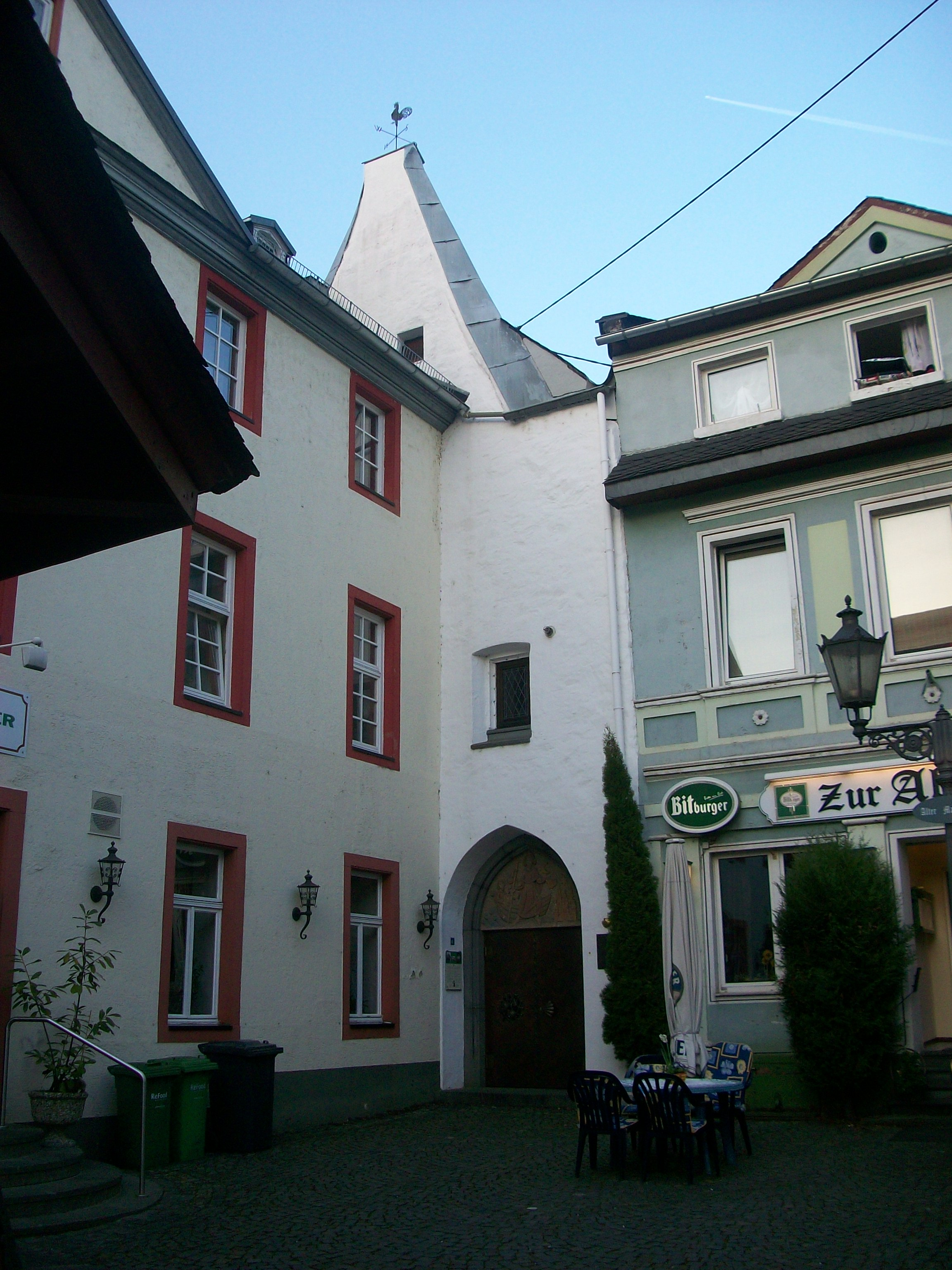
Frontansicht
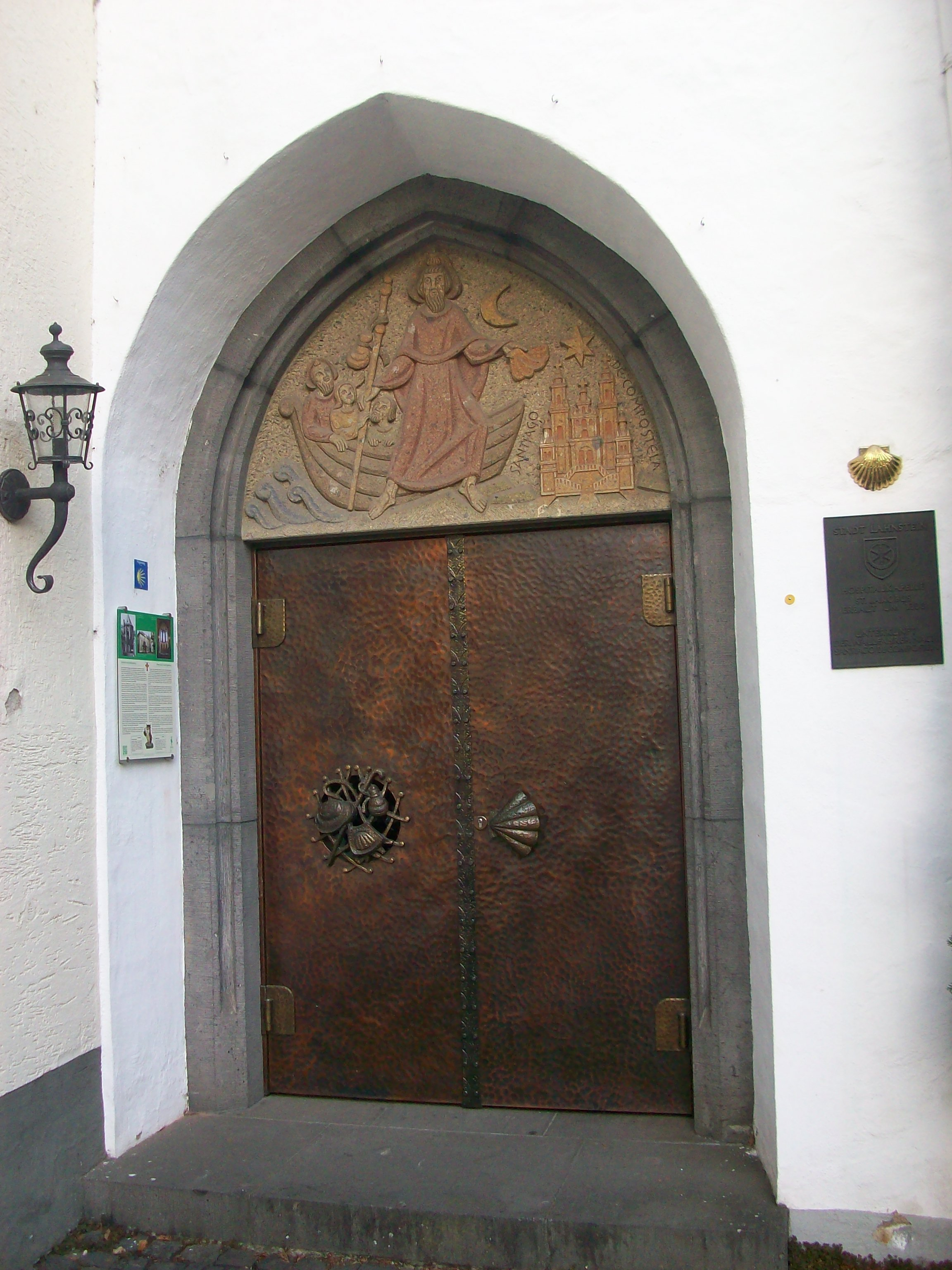
Portal
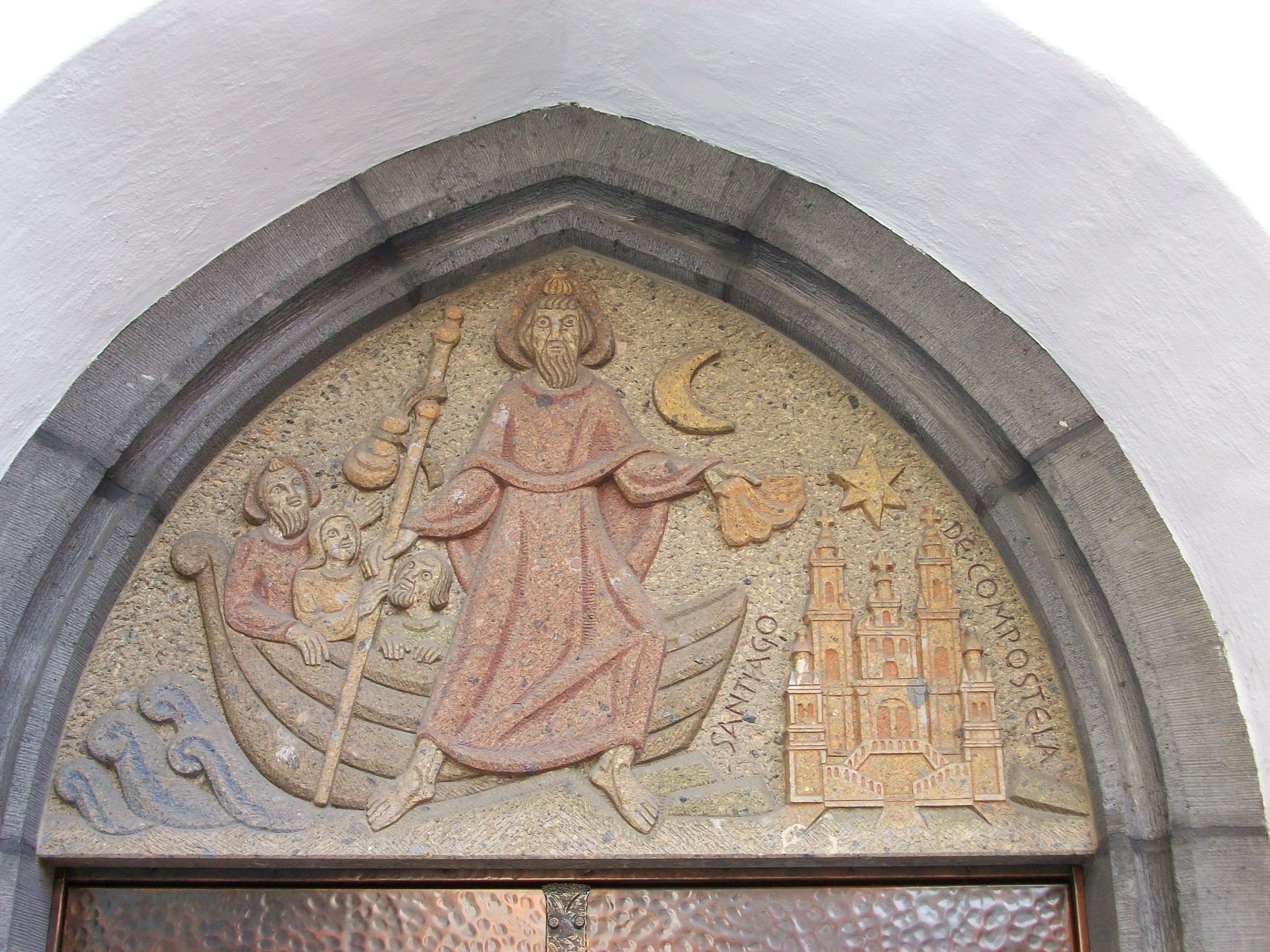
Tympanon
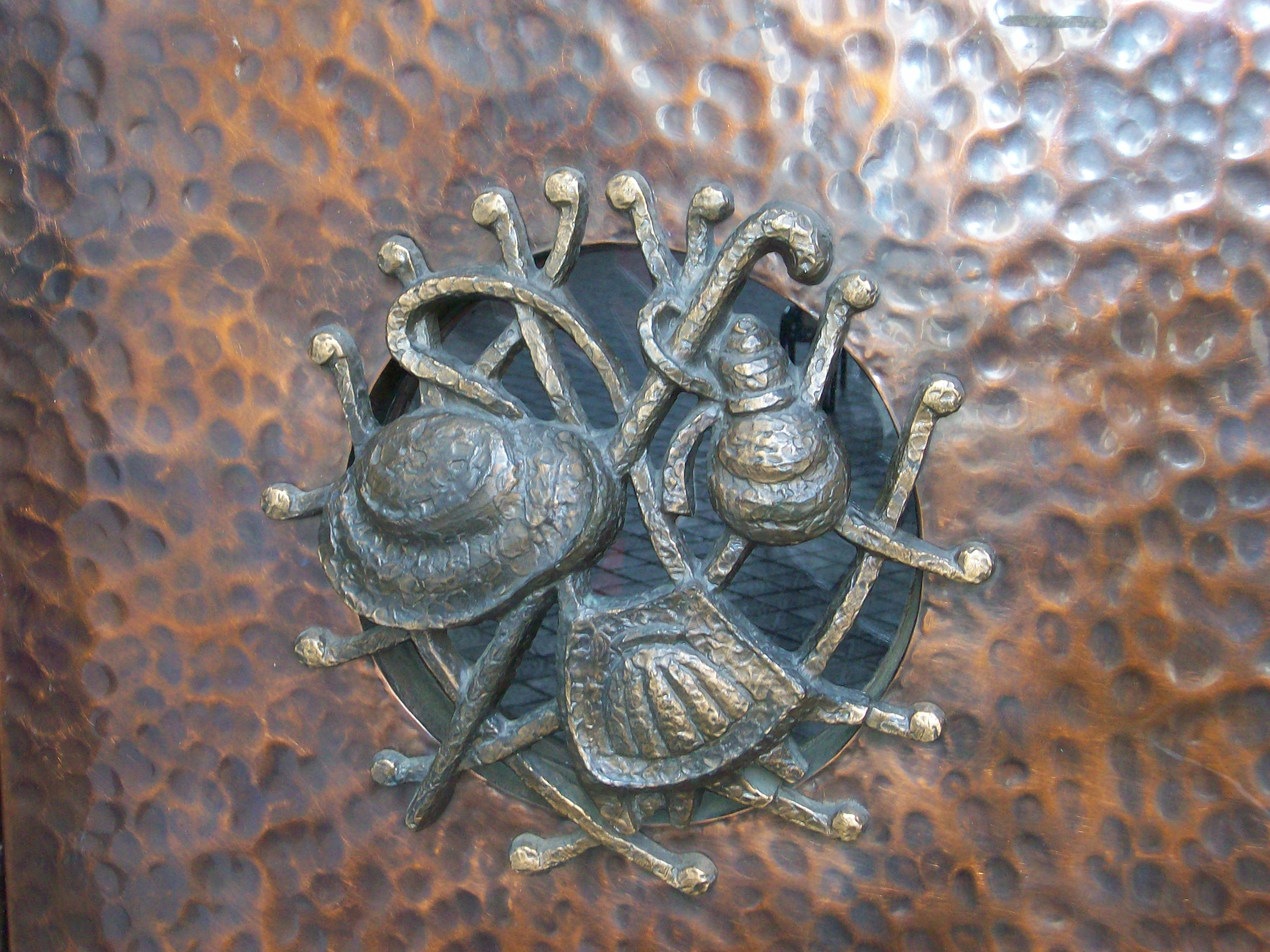
"Guckloch"
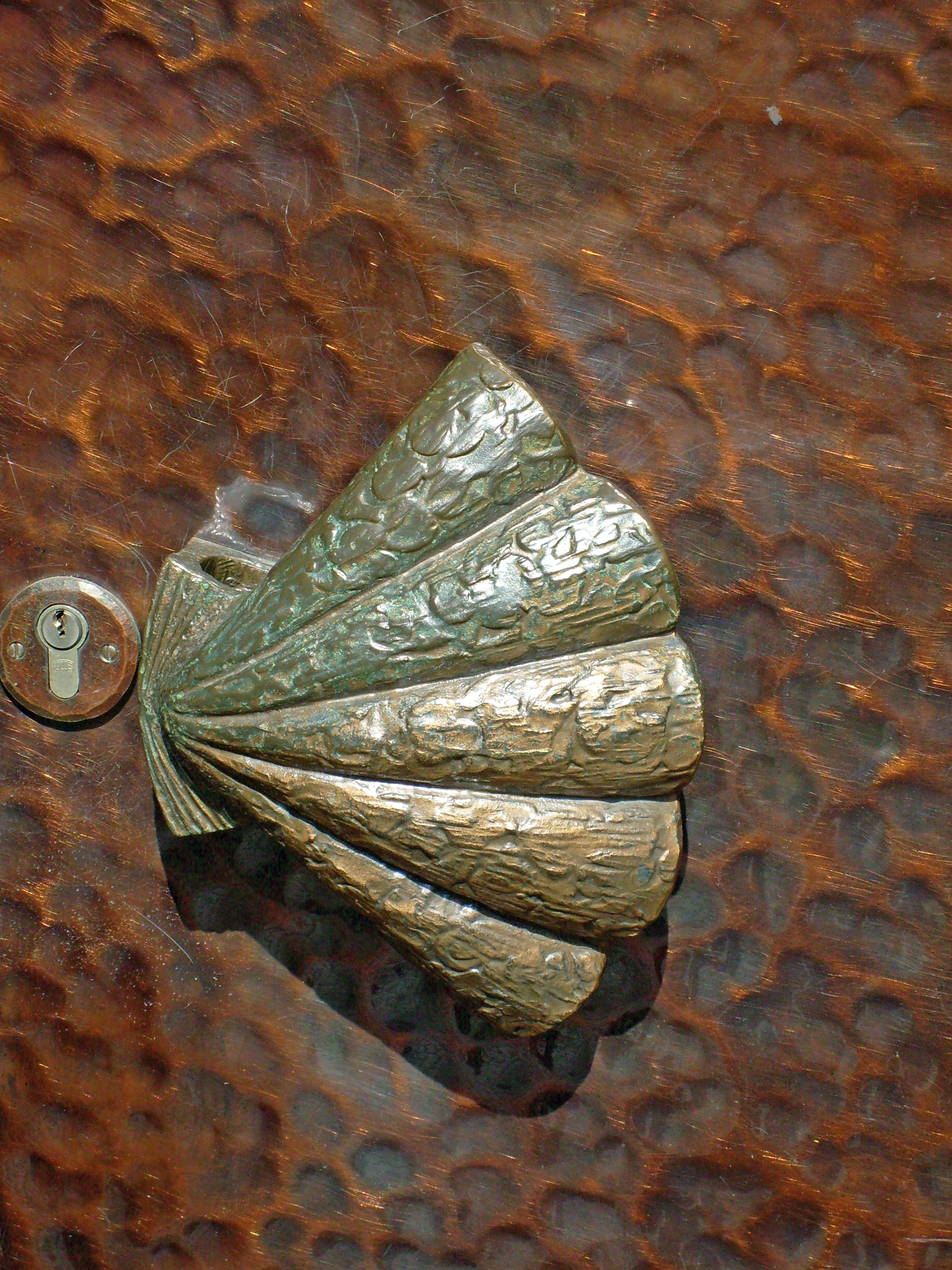
Portalgriff
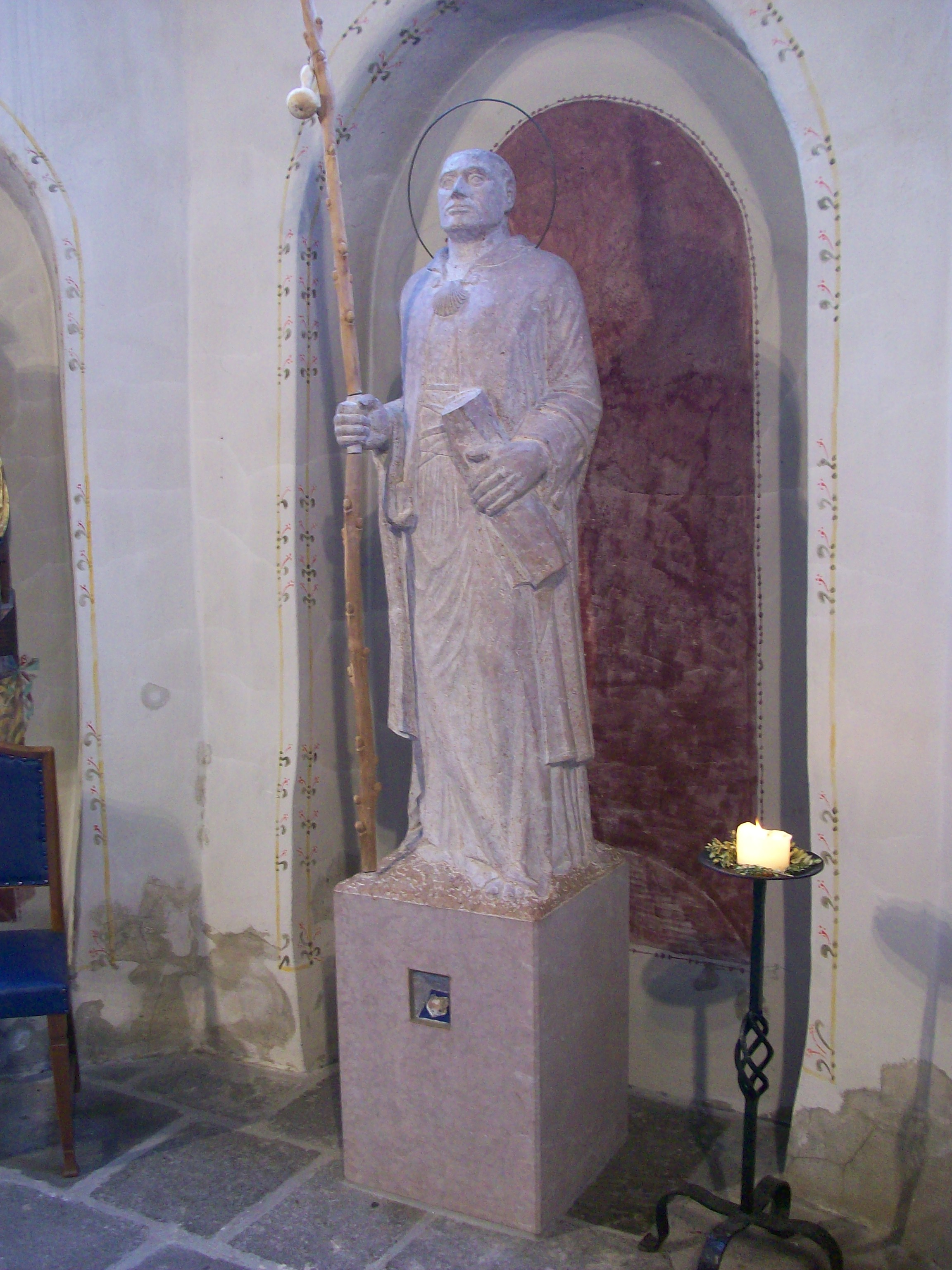
Jakobusstatue
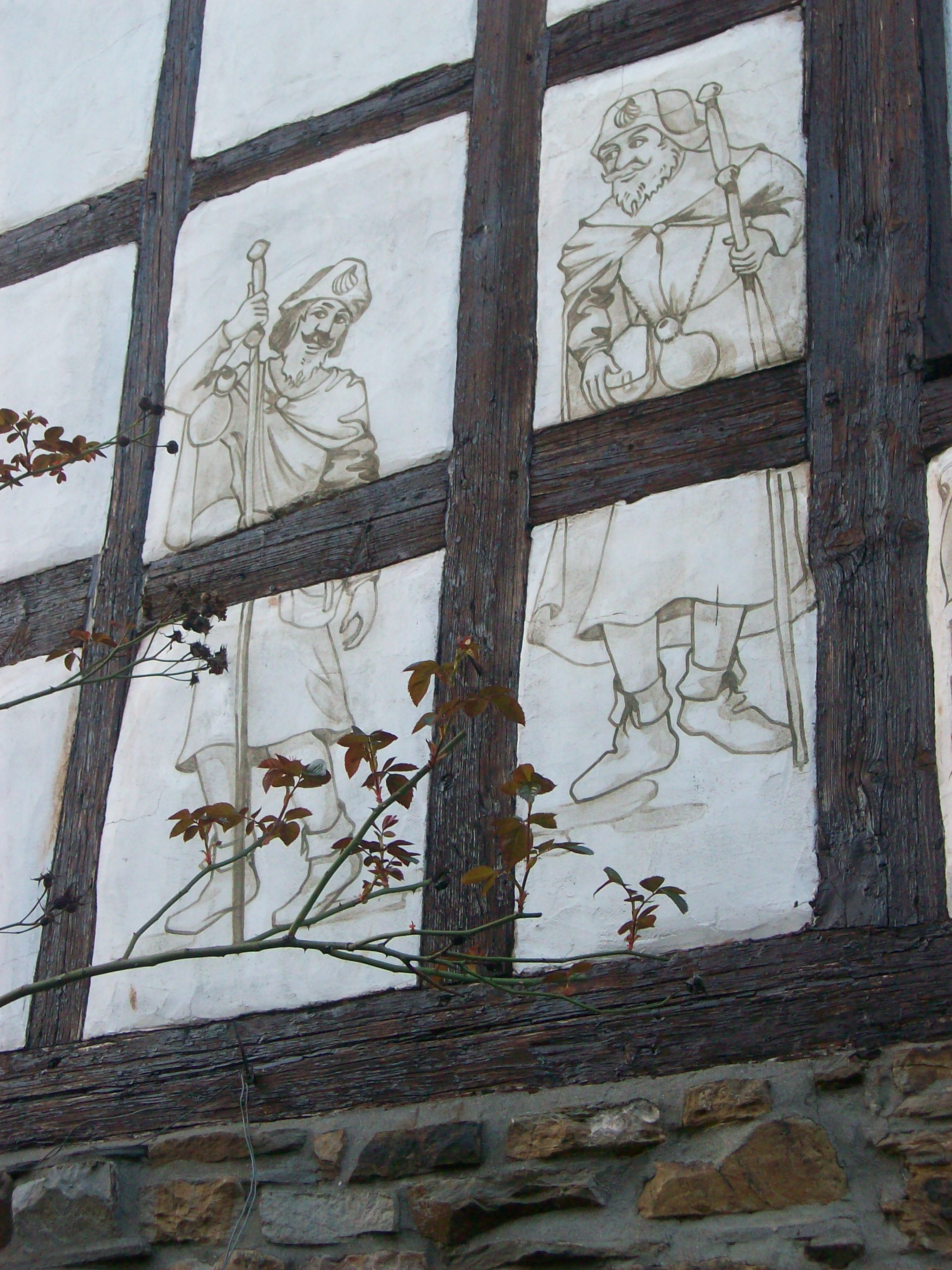
Jakobushäuschen
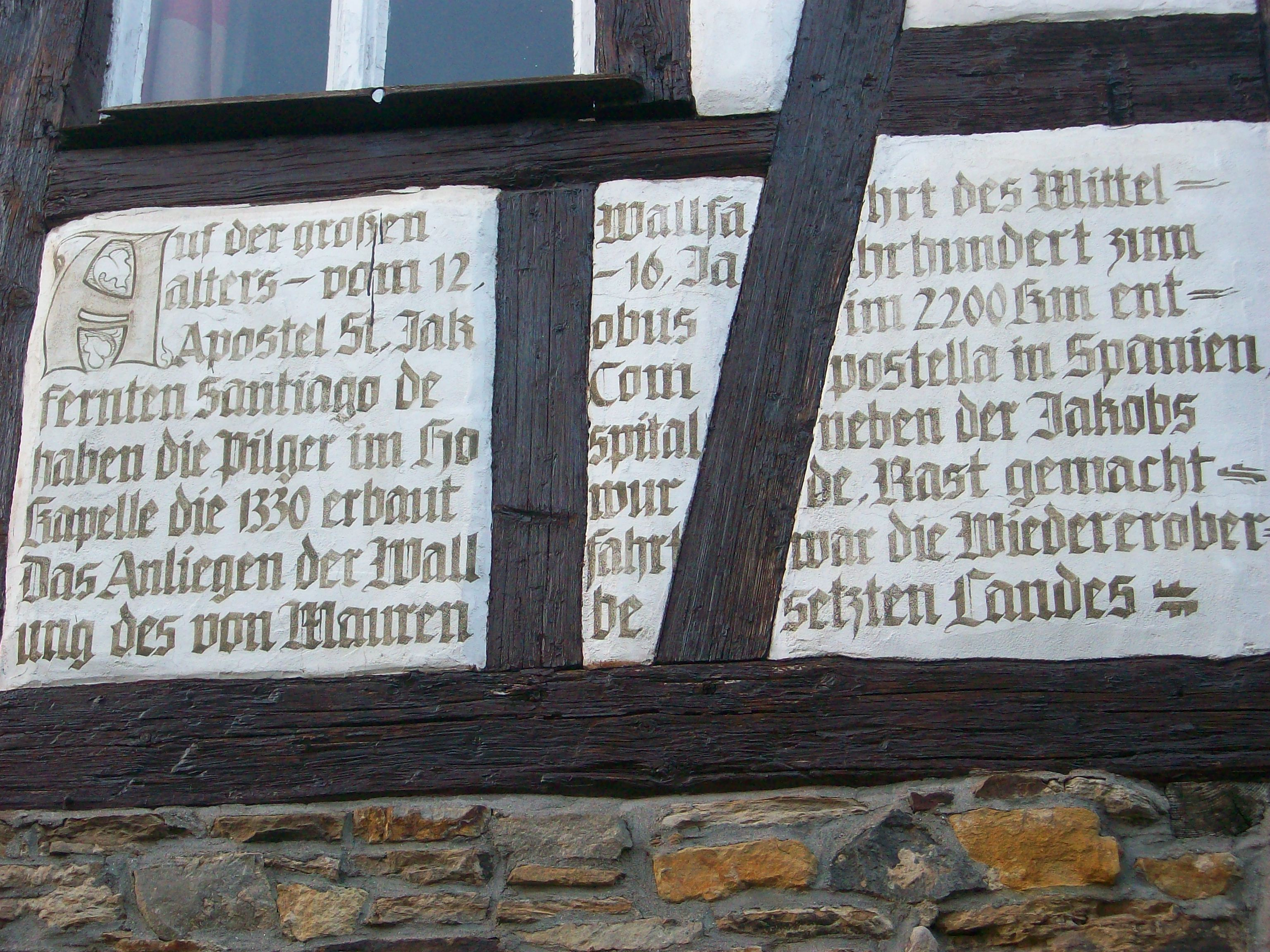
Jakobushäuschen